# 徳川武定
徳川 武定（とくがわ たけさだ、1888年〈明治21年〉10月12日 - 1957年〈昭和32年〉11月29日）は、日本の海軍軍人（海軍造船官）、造船学者、華族。東京帝国大学教授、海軍技術研究所所長。最終階級は海軍技術中将。工学博士。子爵。

## 生涯
武定の父・徳川昭武は最後の水戸藩主であったが、1883年（明治16年）に水戸徳川家の家督を甥（前藩主であった長兄・慶篤の遺児）の篤敬に譲って隠居した後、実子の武定をもうけた。1892年（明治25年）5月3日、父の勲功により特旨によって武定は華族に列し子爵を叙爵して、松戸徳川家が創設された。
東京高等師範学校附属小学校、東京高等師範学校附属中学校、第八高等学校を経て、1916年（大正5年）7月に東京帝国大学工科大学造船学科を卒業。

### 海軍時代
1918年（大正7年）12月に海軍造船大技士（大尉相当官）、呉海軍工廠造船部員。海軍に入ってから平賀譲（のち海軍技術中将・東京帝国大学総長）の部下となり、その影響を強く受ける。八八艦隊計画では、4万7000トン・18インチ砲搭載の巨大戦艦を設計した。1922年（大正11年）3月から1925年（大正14年）3月まで、3年間イギリスに私費留学。1928年（昭和3年）、水圧に耐える外殻構造を施し船員が乗り込む空間すなわち潜水艦耐圧殻の設計法を学位論文「Model Exρeriments on the Elαstic stability of Submαnine Pressure Hulls」にまとめ東京帝国大学に提出。1930年（昭和5年）工学博士号の学位を授与される。高張力のデュコール・スチール（DS鋼）を用いた耐圧殻も研究し、外圧を受ける補強円筒殻、球殼など潜水艦耐圧殻の設計の基礎を固めた。現在でも耐圧殻の設計に、徳川武定の名を冠した無次元数「Tokugawa Number」が用いられている。
徳川は船体抵抗にも関心を持ち、東京淀橋区西大久保の別邸に私財を投じて「徳川水槽」と通称される小型水槽（長さ7.5m）を設け、基礎研究を実施。師の平賀譲は関東大震災後、海軍技術研究所内に徳川水槽をモデルとした小型水槽（長さ30m）を建設する。徳川水槽はのち東京帝国大学に、さらに戦後は徳島大学工業短期大学部造船学科に移設され、1965年（昭和40年）頃まで現存した。
海軍技術研究所には1924年（大正13年）から1944年（昭和19年）まで勤務。当初、同研究所は築地市場の傍にあり、徳川はしばしば市場に通っては魚を観察し、新造艦のアイデアを求めた。特に昭和初期、帝国海軍が優秀な潜水艦を多数保有できたのは、徳川の研究成果によるところが大きいとされた。1936年（昭和11年）海軍技術研究所造船研究部長に就任。1942年（昭和17年）4月、東京帝国大学に新設された第二工学部の教授に就任。同年11月、技術官の最高位である海軍技術中将に進級すると同時に海軍技術研究所長に就任し、1944年（昭和19年）12月に海軍艦政本部出仕、1945年（昭和20年）4月に予備役に編入された。
海軍士官として海軍技術研究所と海軍艦政本部に勤務しつつ、1938年（昭和13年）3月から1944年（昭和19年）10月まで東京帝国大学工学部教授を兼任した。1937年（昭和12年）4月1日には、造船協会の創立40周年記念祝賀会において講演をしている。

### 戦後
戦後は公職追放令によって、一時丸善の顧問（研究員）となるが、「戸定山人」の筆名で、畑違いと思われた永井荷風の研究論文を丸善のPR誌『學鐙』に発表し、文学界の注目を集めた。また、技術者らしく「ペンを科学する」というペン先を科学的に分析した研究論文も執筆した。追放解除後は、防衛庁技術研究所や川崎重工業の顧問を務め、日本の造船業の再建に尽力した。

## 戸定邸

後列左より繡子、武定、博武、宗子。前列左は博武夫妻長男文武、同右は二男秀武（戸定邸にて）

松戸市にある自邸・戸定邸の「戸定文庫」には膨大な工学関連、趣味によるアフリカ関連書籍を収蔵。のち前者は藤原工業大学（慶應義塾大学に統合）、東京帝国大学、川崎重工業に、後者は天理大学に寄贈された。ただ藤原工業大学寄贈分は1945年（昭和20年）の空襲で焼失した。
1951年（昭和26年）に戸定邸を松戸市へ物納し、以後はその離れに住み、登山も楽しんだ。墓所は染井霊園。

## 栄典
位階
- 1913年（大正2年）11月1日 - 正五位[31]
- 1943年（昭和18年）12月15日 - 正三位[32]

勲章等
- 1940年（昭和15年）8月15日 - 紀元二千六百年祝典記念章[33]

## 家族

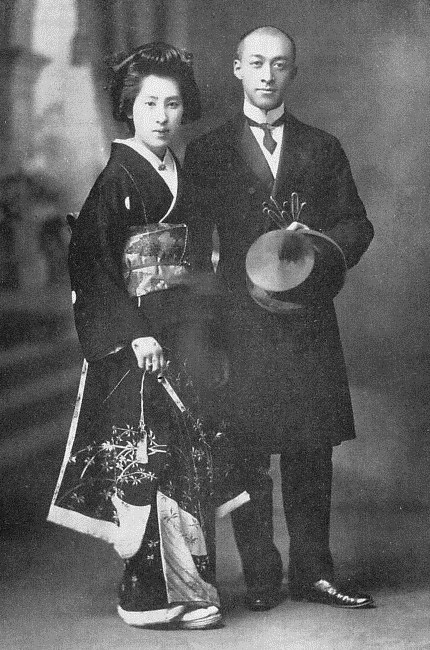
徳川武定と繡子夫人（1913年（大正2年））

母・八重は静岡県士族・斎藤貫行の娘で、のち昭武の後妻となった。妻は徳川達孝の四女・繡子（ぬいこ）（母・鏡子は昭武の七兄・徳川慶喜の長女）。その間に一人娘の宗子（ときこ）がおり、その婿・徳川博武（医師）が松戸徳川家を継いだ。ついで博武・宗子の長子の徳川文武が第3代当主となっている。

## 著作物
- Tokugawa (Constructor Lt.-Commander, Viscount, Imperial Japanese Navy.), T (1928-11-10) (印刷物（英文）128枚). MODEL EXPERIMENTS ON THE ELASTIC STABILITY OF SUBMARINE PRESSURE-HULLS.. 備考: With the author's compliment , 所蔵: 東京大学柏図書館 , 登録年: 2007. 国立国会図書館書誌ID:000040567. "文書種類: 徳川武定氏博士論文 , カード目録: 〔徳川武定氏学位論文及資料〕 , カテゴリ: 論文"デジタル資料
- 徳川武定、鬼頭史城『調和函数概説』海軍技術研究所造船研究部、昭和17年。共著

以下は東京大学〈平賀譲デジタルアーカイブ〉収載の資料より。デジタル資料とは、同学学術資産等アーカイブズポータルを指す。
- 徳川武定『潜水艦に就いて』（子爵、工学博士 海軍造船大佐 徳川武定 印刷物 9枚）ID: 40160101、所蔵: 東京大学柏図書館 , 登録年: 2007、235-245頁。国立国会図書館書誌ID:000040117。「為書「謹呈 平賀譲閣下 著者」, カード目録: 「潜水艦に就いて」（徳川武定、岩波講座『国語教育』の抜刷）等 , カテゴリ: 潜水艦。備考:」デジタル資料岩波講座『国語教育』の執筆部分の抜刷。表紙とも10頁。

潜水艦要目（メモ）

東京大学学術資産等アーカイブズより。
- 『列国潜水艦調 大正十三年十二月十五日』（手書き青焼き 1枚）ID: 50180501、所蔵: 東京大学柏図書館 , 備考: 1924/12 , 登録年: 2007、1924年12月15日。国立国会図書館書誌ID:000040571。「文書種類: 潜水艦一覧表 , カード目録: 〔徳川武定氏学位論文及資料〕 , カテゴリ: 論文」デジタル資料
- 『"Determination of Practice - hull scantlings for the improved No.64 type submersible" march 1925 Yt.Commander constructor T.Tokugawa』ID: 22521601、所蔵: 東京大学柏図書館 , 登録年: 2007、1925年3月。国立国会図書館書誌ID:000039797。「カード目録: 〔潜水艦要目資料・徳川武定氏論文等〕 , カテゴリ: 潜水艦」デジタル資料
- 海軍造船少佐 子爵 徳川武定（海軍技術研究所造船研究部）「2編 船体抵抗並推進」『旧独逸帝国潜水艦基本計画汎論 大正十四年六月』（手書き青焼き 110枚）ID: 40340101、所蔵: 東京大学柏図書館 , 登録年: 2007、1925年6月1日。国立国会図書館書誌ID:000040165。「文書種類: 報告書? , カード目録: 『旧独逸帝国潜水艦基本計画汎論』。備考: 謹呈 平賀譲研究所長閣下 大正十五年二月一日 徳川造船少佐:1925/6 , カテゴリ: 潜水艦」デジタル資料

その他
- 「潜水艦の話」『科学智識』5巻。
- 私の自家用小型試驗水槽. 15巻. 舵社. (1949-03). p. 12.
- ライフボート放談. 15巻. 舵社. (1949-07). pp. 28-29. doi:10.11501/3288806.国立国会図書館デジタルコレクション